# Stazione di Cerda
La stazione di Cerda (comune di Termini Imerese) è una stazione ferroviaria posta sul tronco comune alle linee Agrigento-Palermo e Caltanissetta-Palermo. È stata aperta il 1º aprile 1869 dalla Società Vittorio Emanuele. Serve il paese di Cerda, e dista 7 km. dal centro abitato.

## Descrizione
La stazione dispone di un solo binario di circolazione; un tempo era provvista di due binari. In essa fermano solamente treni regionali della relazione Palermo-Agrigento (e viceversa) con cadenza oraria.